# Университет Ланьчжоу
Ланьчжоуский университет (кит. трад. 蘭州大學, упр. 兰州大学, пиньинь Lánzhōu Dàxué) — университет в Ланьчжоу, провинция Ганьсу. Комплексный университет, участник программ 211 и 985. В настоящее время является одним из крупных высших учебных заведений КНР, непосредственно подчиняющихся Министерству просвещения.

## История
Университет был основан в 1909 году. В это время в провинции Ганьсу открылось учебное заведение по изучению политики и права. В 1928 году происходит его расширение и открывается Ланьчжоуский университет Сунь Ятсена, а 1945 году университет получил современное название — Ланьчжоуский университет. В 2002 и 2004 годах в состав университета были включены Исследовательский институт биологии степей провинции Ганьсу и Медицинский институт Ланьчжоу.

## Структура
В составе университета 30 институтов, предоставляющих образовательные услуги по 86 специальностям для бакалавров, 235 — магистров, 116 — кандидатов наук (PhD). Университет получил право присуждать степени с 1981 года. Также существует возможность обучения для кандидатов наук (специализированные научно-исследовательские группы). С университетом постоянно работают фонды по гуманитарным и техническим наукам КНР.
Сам университет разделен на 6 частей. Кроме всего прочего, университет располагает тремя медицинскими клиниками. В университете обучается 19213 бакалавров, 10217 магистров-аспирантов.
Преподавательские кадры — 4230 человек, в том числе ведут преподавание по специальностям — 1855 человек, профессоров и приравненных к ним представителей инженерно-технического состава — 394 человек, доцентов — 823, девять человек представляют две Академии наук КНР. Кроме того, семь человек входят в специализированную академическую группу Госсовета КНР. За выдающиеся заслуги перед Китаем награждены 10 молодых ученых, являются стипендиатами Государственного фонда для молодежи — 17 человек. Министерство образования КНР также выделило «людей новой эпохи», таковых в университете 86 человек. Также 17 человек включены в список Министерства образования «Учёные Янцзы» и т. д.
Создано шесть национальных баз по подготовке специалистов, три национальных опытных центра, два опытных района по инновационным технологиям подготовки, восемь других структур при поддержке провинциальных фондов и исследовательских структур.
Университет гордится тем, что начиная с 1999 года в нем появилось 9 академиков. В изданном в США списке «выдающихся университетов КНР», Ланьчжоуский университет занял шестое место.
Подготовка по программам, кроме военного обучения, ведется на 11-и направлениях. Государство одобрило подготовку по 8 важным программам, кроме того, две программы реализуются по подготовке специалистов. 27 важных программ выделено на уровне провинции, 33 — в рамках провинциального комитета по медицине и здравоохранению. На базе университета действует одна лаборатория национального уровня, одна открытая лаборатория по сельскому хозяйству, две лаборатории по гуманитарным исследованиям, шесть лабораторий Министерства образования КНР. Еще три лаборатории являются важными на провинциальном уровне, создано четыре центра инженерных исследований Министерства образования КНР, один провинциальный инженерный центр, один совместный национальный (китайско-немецкий) исследовательский центр наук о земле.
Библиотечный фонд включает около 2,5 млн томов.

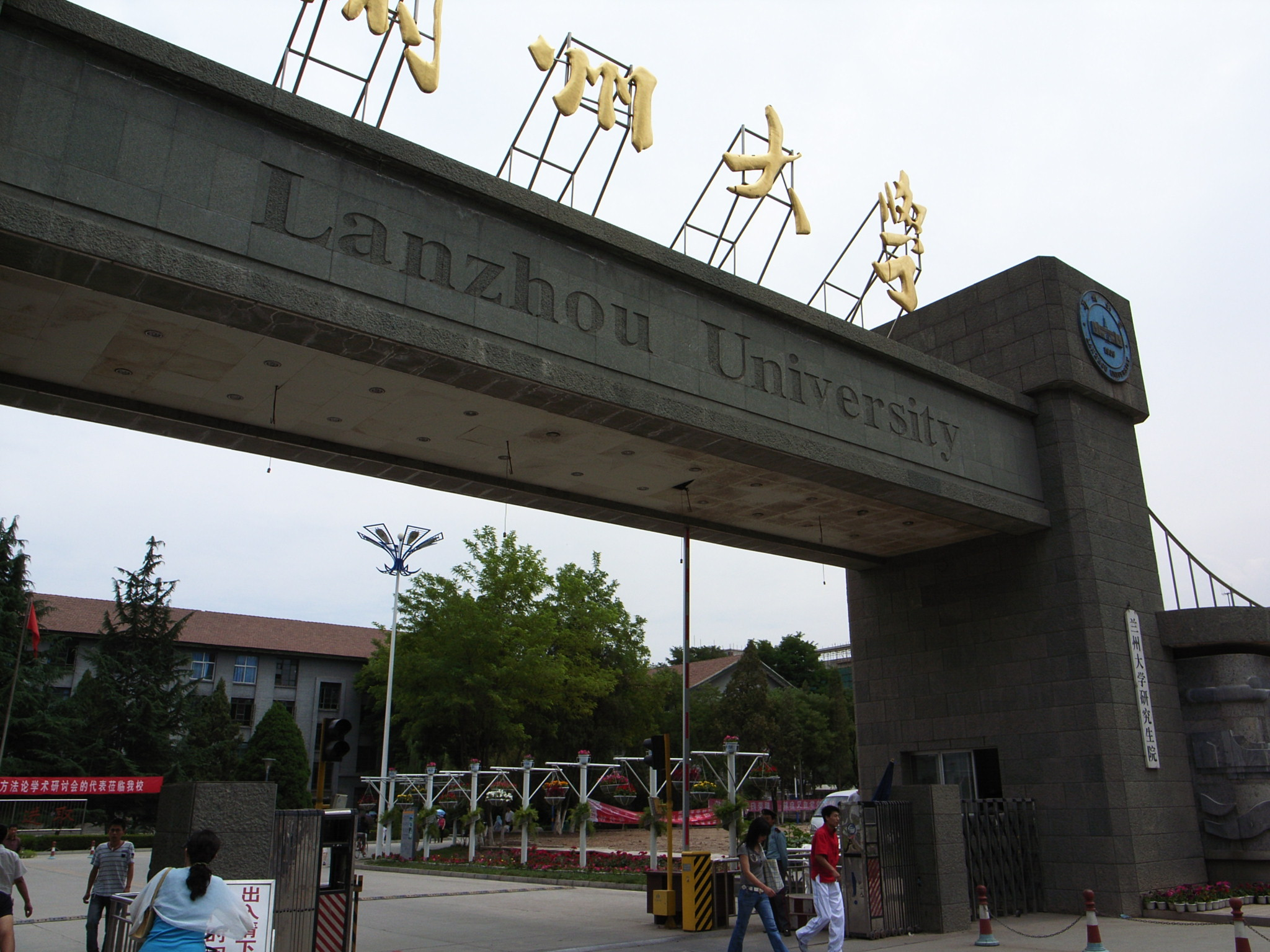
Ланьчжоуский университет

## Направления исследований
Так как университет — комплексное научно-исследовательское и образовательное учреждение, направлений исследований сравнительно много, среди них:
- органическая и неорганическая химия;
- цитология;
- теоретическая физика;
- теоретическая математика;
- ядерная физика и техника;
- ботаника;
- экология;
- физическая география.

Также ведутся исследования по биотехнологии, агроэкологии, фармакологии, охране окружающей среды, исследованию атмосферы, существуют исследовательские центры по проблемам Центральной Азии, изучению экономики, социологии и культуры северо-западного Китая.
В университете создан Институт по международному культурному обмену, который является подготовительным центром по сдаче экзамена HSK (стандартизированный экзамен по китайскому языку для лиц, не являющихся носителями китайского языка).